# 小明
小明（あかり、1985年1月14日 - ）は、日本のアイドル、ゾンビアイドル、女優、タレント、コラムニスト。本名および旧芸名は青木 小明（あおき あかり）。栃木県生まれ、千葉県育ち。血液型はB型。元ベリーベリープロダクション所属。

## 人物
- 2008年5月頃より朔太郎(さくたろう)という名の猫を飼っている[2]。尚、小明自身は猫アレルギー(他、杉花粉)持ちである[3]。
- 家族構成は、母、姉。姉は元『egg』モデルの青木のあ。「小暗(こくら)」として度々ブログに登場している他、小明のイベントの物販としてハンドメイドの品を提供したこともある。父親は社長であり、比較的裕福な家庭に育った。
- 父は2006年8月に亡くなり、その時に父に対する思いの丈をブログにつづる。ブログでは喪服姿で父親の高貴な棺に肘をついて顔は父親の顔を向いていた。
- 会ったことのない兄がいて、インターネット放送「GyaOジョッキー」において『小明のお兄ちゃんの顔を見てみたい』という番組をはじめる。番組企画前までは、父は母親の再婚相手であり、小明と姉は母親の連れ子だと思っていた。父親が小明たちの親というより祖父に近い年齢だったためと思われる。だが、2008年12月22日の放送で兄を探すために入手した戸籍謄本を捜索会社に提示したところ、小明の欄に「養女」とあった。そこで現在の母が実母ではない可能性があり、姉も養子であることが判明したということで企画は打ち切られた。
- 『クリオネの気持ち』（同名のアダルトゲームの主題歌）を歌い、同ゲームでは「青紫あかり」というキャラクターの声優を務めた。
- 引田天功やグラビア・アイドルの吉木りさに顔が似ていることをネタにしている。
- 趣味はゾンビで、始球式を行うなどゾンビアイドルとして活躍[4]。
- 2015年7月23日、30代半ばのフランス人の一般男性と結婚、および出産を発表[5]。結婚は2014年11月末で、第1子となる男児は2015年春に誕生。本人談によると夫は米俳優のジム・キャリー似だそうである。
- 『ニノさん』の企画「悲しみランキング」にて、ゾンビアイドルとして出演し、さらに結婚と出産をファンの前で話したところドン引きされたエピソードを明かすと、博多大吉から「なめてんのか？」と説教されたものの、小明自身は終始笑顔で笑っていた。

## 略歴
- 2002年、『ホットドッグ・プレス』6月10日号（2002年5月27日発売 NO,529）で第4回ホットドッグプレスドリームガールズ準グランプリに選ばれたのをきっかけにデビュー。（エントリーは4月8日発売のNo,526 4月22日号[6]）
- 2003年、写真集「エプロン宣言」。同年、ポニーキャニオンのファイブスターガールに選ばれる[7]。
- 2004年、芸名を本名の青木小明から小明に変更。
- 2005年10月〜12月、テレビ東京のドラマ24『嬢王』に出演。
- 2006年2月末に所属していた事務所ベリーベリープロダクションを離れ、フリーとなる。
- 2007年3月、杏林大学外国語学部 中国語学科卒業。
- 2007年4月、FLASH EXCITING 5月30日増刊号「エキサイティング・パワー 発掘写真館 No.48 小明」で約1年半ぶりのグラビア。
- 2007年8月〜12月、台湾留学。
- 2009年6月3日、処女作『アイドル墜落日記』を出版。
- 2010年7月1日、サイゾーテレビで『小明の副作用』放送開始。
- 2011年2月、映画秘宝4月号で表紙とグラビア。
- 2012年2月、月刊少年シリウス4月号でグラビア。
- 2012年4月、ニューシングル『君が笑う、それが僕のしあわせ』発売。
- 2012年11月、デビュー十周年イベントを新宿ロフトプラスワンで開催。
- 2014年1月、『アイドル墜落日記』に4年分の日記を書き足した『【増量版】アイドル墜落日記』を出版。

## 執筆

### 連載
- 月刊アームズマガジン（ホビージャパン）「小明の神聖キネマ帝國」 （2006年6月号〜）[8]
- 映画秘宝（洋泉社）インタビュー記事（2008年6月号〜）
  - 鳥居みゆきインタビュー（2008年6月号）
  - 角川春樹インタビュー（2008年7月号）
  - かでなれおん、森下悠里インタビュー（2008年8月号）
  - 吉高由里子インタビュー（2008年10月号）
  - 鳥居みゆきインタビュー（2009年3月号）
  - 鳥居みゆきインタビュー（2010年10月号）
  - 鳥居みゆきインタビュー（2011年8月号）
- ウェブマガジン「日刊サイゾー」コンテンツ「宍戸留美×小明×Voice Artist【声優 on FINDER！】」（2010年5月〜）
- 月刊少年シリウス（講談社）「小明のアイドル地獄変」（2013年1月号〜）[9]
- ウェブマガジン「日刊サイゾー」コンテンツ「ゾンビアイドル小明のホラー映画レビュー！」（2014年10月〜）

### 連載終了
- i-mode専用公式サイト「ポケらいふ」コンテンツ「あかりんのアイドル生命ゆるやかに下降中」 （2005年7月〜12月）
- 携帯サイト「キレイ magic store」コンテンツ「20代までに読んでおきたい! キレマジBOOKレビュー 小明の本棚」 （2008年3月〜）
- 言語道断（メディアックス）「阿曽山・小明の傍聴ロックンLaw School」 （2006年vol.1〜vol.2）
- 爆写EX（メディアックス）「阿曽山・小明の傍聴ロックンLaw School」 （休刊となった言語道断から移動）
- FLASH EXCITING（光文社）「ブログ評論家・小明の無差別連続殺人事件簿」（「赤と青のコラムワンダーランド!」内コラム） （2006年7月30日増刊号〜2008年10月25日増刊号）
- 特冊新鮮組DX（竹書房）「アイドルライター小明の偉人館探訪」 （2007年4月号〜2009年5月号）
- BLACKBOX（メディア・クライス）「アイドル・ライター小明の編集長!! いつか訴えます。」 （2007年6月号VOL.08〜2008年4月号VOL.18）
- BLACKBOX（メディア・クライス）「経費で広げよう!ともだちの輪!!」 （2008年5月号VOL.19〜2009年VOL.27）
- BLACKBOX（マイウェイ出版）「あかるんの経費で見つけるマイルーム」 （2009年VOL.28〜2009年VOL.31）
- BLACKBOX（マイウェイ出版）「アイドルライター小明のもやガール」 （2009年VOL.33〜）
- 映画秘宝（洋泉社）「柳下毅一郎with小明 日本映画仕分け人」 （2010年8月号〜2010年11月号）[10]
- サイゾー（インフォバーン）「モテすぎてこまっちゃう」（「めぞん一服」内コラム） （2006年8月号〜2007年3月号）
- サイゾー（インフォバーン）「アイドルライター小明の「大人よ、教えて!」"逆"お悩み相談」 （2009年6月号〜2012年3・4月号）
- ウェブマガジン「日刊サイゾー」コンテンツ「小明の「大人よ、教えて！」"逆"人生相談」（2009年5月〜2012年5月）

- BUBKA（コアマガジン）「小明の女人ファイル」 （2006年5月号〜2012年5月号）
- サイゾー（サイゾー）「卑屈の国の格言録」（2012年5月号〜2014年4月号）[11]

### 読み切り
- のあちゃんの妹（東村アキコ 挿画 「本人」 vol.09/太田出版　2009年3月）

### その他（単発コラムなど）
- しょこたん☆ブログ2 「小明のブログ“本”ジャック」（ゴマブックス　2006年10月）
- 月刊IKKI 12月号 「答えは13つ」[12]（小学館　2006年11月）
- Invictus Vol.1 日本のヒップホップ リアルな今 「Step into da Hip hop ?」（シンコーミュージック・エンタテイメント　2006年11月）
- 月刊CIRCUS 1月号 「超オススメDVDクロニクル!!」（KKベストセラーズ　2006年12月）
- 映画秘宝 3月号 「HIHO GIRLSが選ぶ2006年ベスト映画！」（洋泉社　2007年1月）
- 週刊アスキー 3月6日号 「私が選ぶこの一本」（アスキー・メディアワークス　2007年2月）
- BUBKA 4月号 「小明が選ぶ無差別選抜 好きな女ベスト5」（コアマガジン　2007年2月）
- FLASH EXCITING 5月30日増刊号 「エキサイティング・パワー 発掘写真館」（光文社　2007年4月）
- Modern Freaks 01 「MF BEST5」（ワイレア出版　2007年11月）
- 映画秘宝 「ベスト＆トホホ10!!」（洋泉社　2009年3月号、2010年3月号、2011年3月号、2012年3月号、2013年3月号、2014年3月号）
- 映画秘宝 9月号 「八代みなせグラビア」コメント文（洋泉社　2008年7月）
- 映画秘宝 2月号 「ゼロ年代ベストテン!!」（洋泉社　2009年12月）
- 日刊サイゾー（ウェブマガジン）でのインタビュー
  - 「『猫とあほんだら』著者・町田康さんに学ぶ、猫との微妙なカンケイ」（2011年7月1日）
  - 「ゾンビアイドル小明がハリウッド女優サラ・ウェイン・キャリーズさんを急襲！？」（2012年2月20日）
  - 「「ぬるま湯もウソではないけれど――」入江悠監督『SR3』が叫んだボンクラたちの夢の後先」（2012年4月13日）
  - 「もしサブカル界の売れないアイドルライターが大槻ケンヂの『サブカルで食う』を読んだら」（2012年5月15日）
  - 「【鳥居みゆき×小明】小説とDVDとゾンビ映画と白ブタと永遠の女子高生についてのパラグラム」（2012年8月18日）
  - 「→Pia-no-jaC←に聞いてみた「ミュージシャンの本命になるにはどうしたらいいんですか!?」」（2013年1月10日）
  - 「さっき『有吉反省会』に出てたゾンビ、アレ何なの!?　小明（あかり）直撃インタビュー!!」[13]（2013年12月22日）
  - 「さっき『言いにくいことをハッキリ言うテレビ』に出てた小明（あかり）って、アレ何なの!?　直撃インタビュー!!」[13]（2014年6月3日）
- BUBKA 9月号 「夏休み恐怖特集」（コアマガジン　2009年7月）
- 日刊サイゾー 「辛酸なめ子『セレブマニア』に"下流社会"の深淵を見ちゃった......!?」（ウェブマガジン　2010年2月21日）
- 実話BUBKAタブー vol05 「全国巨大ガンダム巡り弾丸ツアー」（コアマガジン　2010年9月）
- EX大衆 11月号 「女性芸能人うっかりツイッター語録」（双葉社　2010年10月）
- 映画秘宝EX 映画の必修科目01 仰天カルト・ムービー100（洋泉社　2011年9月）
- サイゾー 9月号 「この夏観るべき激ヤバ映画」（サイゾー　2011年9月）[14][15]
- Tokyo graffiti #087（12月号） 「恋愛読書」（グラフィティマガジンズ　2011年11月）[16]
- 映画秘宝EX 激動！アイドル10年史（洋泉社　2012年3月）
- 映画「SRサイタマノラッパー ロードサイドの逃亡者」公式サイト　コメント（2012年4月）
- サイパン発、中野経由、未来行き　中川翔子　ギザ10（講談社　2012年5月30日）
- ダ・ヴィンチ電子ナビ「小明が選ぶ「最強に怖い楳図かずお作品」ランキング」（ウェブマガジン　2012年8月1日）
- 偏愛!!カルト・コミック100（洋泉社　2012年8月）
- 週刊SPA! 10/30号 「悶絶！[トンデモ映画］ベスト42」（扶桑社　2012年10月23日）[17]
- サイゾープレミアム 「小向美奈子や小阪由佳のように輝きたい！　アイドルライター・小明が選んだ「サイゾー」記事3選」（ウェブマガジン　2012年12月23日）
- マコちゃんのリップクリーム 第9巻 「小明のアイドル地獄変 出張版」（講談社　2013年6月）
- シュシュアリス vol.2 「山羊座さんがススメるBookList」（KADOKAWA　2014年3月）
- あんふぁん 「『映画クレヨンしんちゃんガチンコ！逆襲のロボとーちゃん』小明さんの感想」(ウェブマガジン　2014年11月5日）

## 出演

### テレビドラマ
- 特命係長 只野仁（テレビ朝日、2004年）
- 恋する日曜日（BS-i、2005年）
- 嬢王（テレビ東京、2005年）
- 撮らないで下さい!!グラビアアイドル裏物語（テレビ東京、2012年）第11話　アカリ（アイドル／ライター）役
- 玉川区役所 OF THE DEAD（テレビ東京、2014年）ゾンビ役

### 映画
- ゾンビデオ（2012年12月29日公開）女子高生、ゾンビ役
- ヌイグルマーZ（2014年1月25日公開）喫茶店の客、ゾンビ役
- 戦慄怪奇ファイル コワすぎ!史上最恐の劇場版（2014年5月3日公開）小明役
- いっツー THE MOVIE 2[18]（2014年8月9日公開）吉田ヨシコ役
- 世界の終わりのいずこねこ（2015年3月7日公開）ヤマト先生役

### バラエティ・情報番組
- 芸人輸送車 ガルウィング（テレビ東京、2003年3月）
- ウラ関根TV（テレビ東京）
- あきと由佳のIdol Park（エンタ!371、2004年9月）
- 水着少女（テレビ東京）
- ヴィーナスエンジェル（テレビ東京）
- クイズプレゼンバラエティー Qさま!!（テレビ朝日）
- 出動!ミニスカポリス全国版（12代目ミニスカポリス第二期候補生）（BSジャパン、2004年11月〜2005年3月）
- 誘惑のマーメイド（MONDO21、2005年4月）
- グラビアの美少女（MONDO21）
- アイドル漫画会議室（エンタ!371、2005年5月）
- E娘!（TBS、2005年）
- 復活!アイドル漫画道場（エンタ!371、2006年1月）
- 特集「デスノート」(カミングスーンTV、2006年6月15日）
- 第三会議室（音楽番組「Black File」内の1コーナー）（スペースシャワーTV、2007年4月24日、5月1日、5月8日）
- 大旗英雄伝チャンネルNECO特別番組（チャンネルNECO、2007年7月）
- 増田オンチュー（長野朝日放送、BS朝日、2008年5月28日、2008年6月4日）
- 有吉反省会（日本テレビ、2013年12月22日）
- 有吉反省会　「デヴィ子の部屋」（日本テレビ、2014年1月19日）
- シネコミ！発　勝手にアナザーストーリー会議（WOWOW、2014年2月1日）
- 言いにくいことをハッキリ言うTV（テレビ朝日、2014年6月3日）
- キャスト　「いきなり!出口調査」（朝日放送、2014年8月14日）

### ラジオ
- しんドル「ベリーベリーベリーRADIO」（JFN、2004年1月）
- しんドル「袋とじ」（JFN、2004年7月22日、7月29日）
- トンガリキッズ・ニポポの壊れかけレディオセンター（フラワーラジオ、2007年5月19日、8月11日、8月18日、10月6日、10月27日、12月8日、12月15日、12月29日、2008年1月5日、2月16日、2月23日、3月15日、4月12日、4月19日、2011年7月23日、8月20日、ゲスト出演）（2008年5月3日〜2011年6月25日、レギュラー出演）[19]
- さくらのブロラジ（ラジオ関西、2007年7月31日、2008年2月12日）
- ストリーム「コラムの花道」（TBSラジオ、2007年8月10日）
- ライムスター宇多丸のウィークエンドシャッフル「サタデーナイトラボ「さまよいアイドル 小明が回答！アイドル界の光と影」」（TBSラジオ、2009年7月11日）
- かながわIQのGALACTICA GOLDENBALL（FM-FUJI、2009年10月16日）
- かながわIQのGALACTICA GOLDENBALL（FM-FUJI、2010年4月16日）

### インターネット配信
- 小明の「のぞき穴」（あっ!とおどろく放送局、2004年1月10日〜2005年3月26日）
- Space Shower Digital Archives X Live!（スペースシャワーTV、2006年10月24日、12月17日、2007年2月20日、3月24日、4月24日、5月29日、6月26日、7月18日、10月5日、12月25日、2008年1月15日、2月25日、3月31日、5月13日、5月23日、6月30日[20]、7月6日、7月11日、9月27日、10月11日、11月16日、12月15日、2009年1月13日、3月25日）
- デリセン（サエキけんぞうがパーソナリティを務めるポッドキャスト番組）（2007年2月）
- イルベリ（イルリメ、磯部涼、小明、泥酔がパーソナリティを務めるポッドキャスト番組）（2007年3月〜11月）
- ソンはしないから聞いときな（仮）（GyaOジョッキー、2007年6月11日）
- ロフトプラスワンプレゼンツ「ジャンクの花園」（GyaOジョッキー、2007年6月18日〜8月20日）
- きこうでんみさの“おまいら見るな!!”（GyaOジョッキー、2007年7月11日、8月1日、8月22日、10月31日、2008年2月27日） ゲスト
- 小明の“おまいら見るな!!”（GyaOジョッキー、2007年7月17日）
- 小明のお兄ちゃんの顔を見てみたい（GyaOジョッキー、2008年1月24日〜2009年8月24日、毎月第4月曜日）
- ○○あい☆コラ!生やぐち（MIDTOWN TV、2007年8月2日）
- アジアンビューティボーイズ（MIDTOWN TV、2008年2月25日、3月3日、3月10日、3月17日）
- 東京デンジャラスnight（Mandaray、2008年5月27日）ゲスト
- ブライアン・バートンルイスのトーク上等「#15 小明ちゃんに訊いてみよう!!」前編、後編（ポッドキャスト番組）（2008年7月24日、8月7日）
- 小明のお悩み相談あかるさんといっそ（動画共有サイトzoome、2009年3月18日〜2009年9月9日）
- 田代まさしのお久しブリーフ  （動画共有サイトzoome） 第1回目ゲスト
- ニポポラジオ(Stickam)
- 『のせすぎ！中野ブロードウェイ』編集部生公開#2（ニコニコ生放送　2009年9月28日）ゲスト[21]
- ピョコタンのびっくり汁（ニコニコ生放送　2009年10月8日）ゲスト
- GyaO@アイドルオンエア(GyaO 2009年1月25日、3月1日、4月12日、5月19日、10月22日)
- ことね玩具店（東京ボーダレスTV 2010年4月3日）ゲスト
- 小明の副作用（ニコニコ生放送　サイゾーテレビ、2010年7月1日〜2014年12月25日、隔週木曜日）
- 宍戸留美『妹』オーディション（Ustream、2010年8月1日）審査員
- ことねGANG店その2（ニコニコ動画　ロフトチャンネル、2010年8月30日）ゲスト
- ガールズグラウンドレスリング（ニコニコ生放送　ガールズグラウンドレスリングチャンネル、2012年4月20日）ゲスト[22]
- 小明の口裂け女より口裂けたい！（ニコニコ生放送 　ニコジョッキー、2011年7月15日〜2012年2月3日、月一回金曜日）[23]
- ヒロシと小明のムーンライトニッポン（ニコニコ生放送 　ニコジョッキー、2012年3月13日〜2014年1月24日[24] 月一回金曜日[25]）
- アイドルコレクション（コンテンツタワー、2012年7月17日）
- 映画『ゾンビデオ』予告編（YouTube、2012年11月27日）
- アイドルライター小明サンタのクリスマスPartyNight！（ニコニコ生放送、アカフクALTERNATIVE、2012年12月21日）
- 【シッチェス映画祭】ファンタスティック・セレクション2013特集／ホメゴロ師シアター(ニコニコ生放送、2013年10月23日）ゲスト
- ひろゆきと3人の市長〜2020年の東京をシムシティで検証スペシャル〜（ニコニコ生放送、2013年11月6日）ゲスト
- シネコミ！発　勝手にアナザーストーリー会議[26]（ニコニコ生放送、2014年1月22日）ゲスト
- 映画『戦慄怪奇ファイル コワすぎ!史上最恐の劇場版』予告編（YouTube、2014年3月4日）
- 『YAIBA: NINJA　GAIDEN Z』実況プレイ動画 #2[27]（YAIBA NINJA GAIDEN Z 公式サイト、2014年3月14日）ゲスト[28]
- 『YAIBA: NINJA　GAIDEN Z』実況プレイ動画 #3[29]（YAIBA NINJA GAIDEN Z 公式サイト、2014年3月20日）ゲスト[28]
- 電人☆ゲッチャ！（ニコニコ生放送、2014年3月21日）ゲスト[28]
- ファミ通LIVE!!　最終回3時間SP!!（ニコニコ生放送、2014年3月27日）ゲスト[28]
- しょこたんのヲ（ニコニコ生放送、2014年3月27日）ゲスト
- 黒田運送(カフェ)（Ustream、2014年4月23日）ゲスト[30]
- 映画『ポンペイ』バイラルCM『【流出動画】アイドル小明の隠撮りプライベート』（YouTube、2014年6月5日）
- THE迷宮の館 ～第1章ゾンビからの挑戦状～（YouTube、2014年6月13日）
- 映画『いっツー THE MOVIE 2』予告編（YouTube、2014年7月1日）
- 迷宮の館 「小明レポーター編」（YouTube、2014年7月29日）
- 迷宮の館 「小明宣伝編」（YouTube、2014年8月3日）
- 迷宮の館 「ゾンビ開業前編」(YouTube、2014年8月5日)
- ドキッ 女だらけの怪談大会 in ニコファーレ（ニコニコ生放送、2014年8月16日）ゲスト
- 【始球式】首位攻防戦にゾンビ来襲!? 「THE 迷宮の館」イメージガール・小明（あかり）さん 始球式に登場!! 2014/8/17 Bs-H（パ・リーグTV、2014年8月17日）
- 迷宮の館 「ゾンビナイト追加開催決定！」(YouTube、2014年8月20日)
- 映画『世界の終わりのいずこねこ』特報!!!!!!!!!!!!!（YouTube、2014年9月27日）
- 小明の副作用 DECADE　（ツイキャス、　2024年12月16日(月)）

### テレビCM
- 東進ハイスクール（2002年）
- 電気グルーヴ20周年記念アルバム『20』(ナレーション)（2009年）

### ゲーム
- クリオネの気持ち
- おとなのギャル雀2〜恋して倍満!〜

### その他
- THE迷宮の館 〜第1章ゾンビからの挑戦状〜[31]（京セラドーム大阪スカイホール、2014年7月26日〜2014年8月31日）イメージガール

## ビデオ/DVD
- mule（2003年10月16日、ポニーキャニオン）
- 制服Dolls（2004年2月25日、ミュージアム）
- sensitive 〜敏感〜（2004年7月23日、日本メディアサプライ）
- 女陰陽師 陰魔侵蝕（2004年・OV）
- コッサバ1（出演：小明、久保亜沙香、吉岡美香）（2005年5月21日、エキスプレス）
- 明るいエロス（2005年7月7日、ソフト・オン・デマンド）
- 明るいエロスII（2005年9月8日、ソフト・オン・デマンド）
- ケミカルクッキング（2007年7月、株式会社メディアックス「ネットの超怖い話DVD」に収録）（くられと共演）
- ケミカルクッキング2（2007年12月、株式会社メディアックス「ネットの超怖い話DVD 冬の怨霊」に収録））（ドクタークラレと共演）
- DAX LIVE!! 特別企画 -TOKYO GHETTO STYLEなDVD-（2008年2月27日、SPACE SHOWER TV）
- Akari@destiny（2008年12月15日、SPACE SHOWER TV）(限定1枚のみプレス)
- B型TV（2009年2月25日、ソニー・ミュージックディストリビューション）
- ニポロックフェスティバルVer1.0（2009年6月18日、海賊版）
- ニポロックフェスティバルVol.2（2009年9月28日、LOFT）
- 小明の、お願いだからどうにかしてくれ！（仮）（2009年9月19日開催分、ロフト公式海賊版 LOFT BOOTLEG）
- 月刊 Jと小明（月刊誌「EXMAX!（エキサイティングマックス）」の付録DVDに収録、2009年11月号〜2010年11月号）（杉作J太郎と共演）
- 小明の感じる仏像 新薬師寺・法輪寺・中宮寺編（2010年1月22日、エースデュース）
- 小明の感じる仏像 霊山寺・壷阪寺編（2010年2月19日、エースデュース）
- 小明の感じる仏像 長谷寺・室生寺・朝護孫子寺編（2010年3月19日、エースデュース）
- NICE IDOL(FAN) MUST PURE!!!（2010年7月26日、NI(F)MP編集部）
- 脱出!〜Bailout!〜（映画「ヘルドライバー」セル専用DVD付属特典ディスク収録のスピンオフショートムービー、2011年12月2日、ハピネット）

## 写真集
- エプロン宣言（2003年3月14日、ぶんか社）
- 欠陥 小明（2009年9月19日、自費出版）　※品切れ
- 空気人間（2010年1月11日、自費出版）　※品切れ
- 欠陥 小明II（2010年8月7日、自費出版）　※品切れ
- 小明のあかほん（2011年1月9日、自費出版）　※品切れ
- 台湾アカルン滞在記（2011年8月28日、自費出版）　※品切れ
- 小明十執念（2012年11月18日、自費出版）
- 欠陥 小明III（2014年4月27日、自費出版）

## CD
- 永遠の一秒（作詞・作曲:佐藤晃）（2003年4月25日）
  - C/W「月に願いを」（作詞・作曲:佐藤晃）
- 秋葉のいもうと（作詞:朝倉薫、作曲:神津裕之）（2003年7月21日）※廃盤
  - C/W「クリオネの気持ち」（作詞:Marie.J、作曲:Peter.NN）
- ニポポ - アルバム 「ニポポ楽園 〜怒涛の音楽力〜」（2008年7月23日）より
  - 「ラ・ムー」（作詞・作曲:ニポポ）
  - 「踊れないですもの」（作詞・作曲:ニポポ）[32]
- そのスジのクリスマス（作詞・作曲:ニポポ） (2009年1月)
  - ボーナストラックには得体の知れない音が記録されている。
- ニポポ - アルバム 「ニポホテルグループ〜私が社長 DEATH」（2010年2月3日、P-Vine Records）より
  - 「闇の中」（作詞・作曲:ニポポ）
  - 「D-push! (ver. 小明)」（作詞・作曲:ニポポ）※当初収録予定だったが未発表となった
- 君が笑う、それが僕のしあわせ（作詞:小明、作曲:樫原伸彦）（2012年4月1日[33]）※2012年3月18日イベント及びCYZO SHOPで先行発売
  - C/W「星が見えない会えない夜は」（作詞・作曲:樫原伸彦）
  - 初回限定豪華版[34] は河崎実監督によるスペシャルPV（2曲分）が収録されたDVD、ブックレット（16P）、あかふく特製ポストカード（5種類ランダム封入）付
  - 通常版はあかふくカード（5種類ランダム封入）付
  - 2012年9月7日より着うた配信開始（dwango.jp独占配信）

## 書籍
- アイドル墜落日記（2009年6月3日発売、洋泉社）：ISBN 978-4862484178
- 【増量版】アイドル墜落日記（2014年1月27日発売、洋泉社）：ISBN 978-4800303233
- 卑屈の国の格言録[35]（2014年6月2日発売[36]、サイゾー）：ISBN 978-4904209516
  - Kindle版（2014年12月4日発売）：ASIN B00QMI8I2Q
- アイドル脱落日記 ～ウェディング オブ ザ デッド～（2015年12月8日発売、講談社）: ISBN 978-4063649789

## 雑誌・単行本・ウェブマガジン
- 2006年5月17日　an・an 5月24日号　「次世代ガールズ　グラビア　超私的ブレイクガール」　宇多丸による紹介文
- 2006年6月19日　サイゾー 7月号　「空手家・北芝健の快楽人生道場」　対談掲載
- 2006年7月31日　BUBKA 9月号　「河井克夫のLet'sソサエティ　大人が社会科見学」[37]　ゲスト
- 2006年9月26日　ベストカー 10月26日号　「ワタシコレを探してます」　コメント掲載
- 2006年11月1日　De☆View 12月号　「自分メディア活用法　デ・ビュー的オススメ芸能人ブログ」　コメント掲載
- 2006年11月6日　週刊プレイボーイ 2006年11月20日号　「○○ドル大辞典」　コメント掲載
- 2006年11月20日　CIRCUS MAX VOL.3　「ヲタアイドル徹底捜査」　コメント掲載
- 2006年12月7日　「しょこ☆まにゅ」　座談会掲載
- 2007年1月20日　映画秘宝 3月号　「このシネマゲームをやれ！」　紹介モデル
- 2007年4月27日　FLASH EXCITING 2007年5月30日増刊号　「エキサイティング・パワー 発掘写真館」　グラビア掲載
- 2007年6月25日　週刊プレイボーイ 2007年7月9日号　「次世代ブログの女王は誰だ！？」　対談掲載
- 2007年7月18日　「激突！大槻ケンヂ対美女軍団」（大槻ケンヂ著）　対談掲載[38]
- 2007年8月3日　ルーフトップギャラクシー Vol.1（2007年8月15日号）　表紙、インタビュー掲載[39]
- 2008年5月2日　月刊CIRCUS 6月号　「ザ・楽勉DVD 36選!!」　紹介モデル、対談掲載
- 2008年5月24日　スコラ 7月号　「すばらしきグミチョコの世界」　コメント掲載
- 2008年10月31日　「アイドル食虫花」（辛酸なめ子著）　対談掲載
- 2008年12月4日　月刊CIRCUS 1月号　「『メンズナックル』ストリートスナップの秀逸キャッチコピー」　コメント掲載
- 2008年12月15日　金のEX 1月号　「業界関係者に聞いた 芸能界の舞台裏!! 2008年」　コメント掲載
- 2008年12月27日　「見学！見学！また見学！〜大人が社会科見学〜」（河井克夫著）　「第12回きれいどころと拷問器具を」[40] ゲスト、コメント掲載
- 2009年3月1日　「本当にあった！有名人のリストラ劇場」　対談掲載
- 2009年6月2日　週刊アサヒ芸能 6/11号　「NEWS SHOT!」　コメント掲載
- 2009年6月20日　映画秘宝 8月号　「大槻ケンヂの激突！パイパニック対談」　対談掲載
- 2009年7月28日　週刊SPA! 8/4号　「[グラドルのヤバい裏側]全暴露」　インタビュー掲載
- 2009年10月30日　「のせすぎ！中野ブロードウェイ」　コメント掲載
- 2009年11月25日　スコラ 1月号　「小明ちゃんが中野ブロードウェイを語る」　コメント掲載
- 2009年12月4日　月刊CIRCUS 1月号　「仏像イケメン度ランキング」　コメント掲載
- 2009年12月21日　日刊サイゾー　「アイドル小明と行く、サブカル魔窟『中野ブロードウェイ』」　ゲスト、コメント掲載
- 2010年5月15日　EX大衆 6月号　「アイドル55人抹消されたプロフィール一挙発掘！」　コメント掲載
- 2010年12月14日　週刊SPA! 12/21号　「[強欲すぎる願掛け]に唖然！」　座談会掲載[41]
- 2010年12月17日　戦うオンナ図鑑[42]　インタビュー掲載
- 2010年12月18日　サイゾー 1月号　「日本の論点」　グラビア掲載[43]
- 2011年1月18日　サイゾー 2月号　「デッドライジング2　"ゾンドル"小明、友情にむせび泣きつつゾンビを絶賛惨殺中!?」　ゾンビグラビア、インタビュー掲載[44]
- 2011年2月21日　映画秘宝 4月号　表紙、グラビア掲載
- 2011年3月8日　週刊アサヒ芸能 3/17号　「NEWS SHOT!」　コメント掲載
- 2011年3月17日　界遊005　「アイドルソング最前線」　座談会掲載
- 2011年3月21日　日刊サイゾー　「宍戸留美×小明×Voice Artist【声優 on FINDER！】vol.10」[45]　インタビュー掲載
- 2011年5月23日　Zipper 7月号　「このマンガがもっとスゴい！」　コメント掲載
- 2011年6月7日　週刊SPA! 6/14・21号　「だめんず・うぉ〜か〜」Flie.536
- 2011年6月8日　「高認があるじゃん！ 2011〜2012年」　インタビュー掲載
- 2011年6月21日　週刊SPA! 6/28号　「だめんず・うぉ〜か〜」Flie.537
- 2011年7月11日　「別冊映画秘宝 ゾンビ映画大マガジン」　スチール写真掲載
- 2011年8月23日　Zipper 10月号　「隣の女子会大潜入」　座談会掲載
- 2011年10月18日　サイゾー 11月号　「ファン歓喜のパラレルストーリー　“デッドライジング2オフ・ザ・レコード”　相変わらずのやりたい放題！」　ゾンビグラビア、インタビュー掲載
- 2011年10月22日　Zipper 12月号　「ステキ業界人の「パワーの素」教えて！」　コメント掲載
- 2011年12月21日　Zipper 2月号　「Zipperスクープ！2011-2012年トレンド総特集」　コメント掲載
- 2012年1月15日　慶應義塾大学ウェブマガジンtwenty*twenty　「ひとりでできるもん」　インタビュー掲載
- 2012年2月9日　シリウスKC　「アイドル地獄変＜完全版＞」尾玉なみえ著　対談掲載
- 2012年2月25日　月刊少年シリウス 4月号　「おだまつり2012 AKR meets SIRIUS」　グラビア掲載[46]
- 2012年3月13日　ClubT Vol.02　「小明×ゾンビTシャツ」　記事掲載
- 2012年3月21日　映画秘宝 5月号　「［ディープマニア座談会］ 俺が「SR」にハマった理由」　座談会掲載
- 2012年3月27日　週刊SPA! 4/3号　「［こじらせ女子］の奇妙すぎる生態」　インタビュー掲載[47]
- 2012年8月16日　ドカント 9月号　「異能者 ちょっとお話いいですか？」　インタビュー掲載[48]
- 2012年8月30日　月刊ENTAME 10月号　「血戦ゾンビ映画オブ・ザ・デッド」　インタビュー掲載[49]
- 2012年10月24日　サイゾープレミアム　「IT業界（秘）ゴシップ大全　SNSは“まだ終わってない感”を出せる!?　アイドルライター・小明のディスリコミュニケーション術」　インタビュー掲載
- 2012年11月6日　「コンセプチュアル特殊メイク2 ダークファンタジー&ゾンビメイク入門」　「母なるハイドラ」モデル
- 2012年12月7日　ステナイデ ラブ・シネマ　インタビュー掲載
- 2012年12月29日　映画「ゾンビデオ」パンフレット　スチール写真掲載
- 2012年12月29日　クランクイン！　インタビュー掲載
- 2013年1月7日　女性自身（Web版）　「エンタ@jisin」　インタビュー掲載
- 2013年2月1日　Rooftop 2月号　インタビュー掲載[50]
- 2013年2月26日　週刊SPA! 3/5・12号　「真理「女はカネに汚い」を証明した！」　イメージモデル[51]
- 2013年4月8日　日刊サイゾー　「→Pia-no-jaC←ツアーファイナル渋公、そして今年も野音“全曲ジャック”へ――」　コメント掲載
- 2013年4月8日　女性自身（Web版）　芸能ニュース「「紗栄子はしぶとく生き残る…」ママタレ界今後の勢力図【ママタレ】」　コメント掲載
- 2013年5月10日　広告 5月号　「正しくない街・中野の砦「中野ブロードウェイ」に学べ!　放談|なるようになっちゃおう!」　座談会掲載
- 2013年8月15日　ハピズム　「顔のたるみがグングン上向く美顔器ってホント!? アイドル小明が試してみた」　インタビュー掲載
- 2013年10月26日　BLACKBOX 12月号　「アイドルが自画撮り！鏡撮りのエロス」　写真掲載
- 2013年11月18日　サイゾー 12月号　CD「君が笑う、それが僕のしあわせ」　広告掲載[52]
- 2013年12月25日　日刊SPA!　「『有吉反省会』で話題沸騰！ド底辺グラドル・小明の生き残り策とは？」　インタビュー掲載
- 2014年1月31日　日刊サイゾー　「ゾンビアイドル小明が『Miss ZOMBIE』主演の小松彩夏にジェラシー爆発「呼んでくれれば……!?」」　コメント掲載
- 2014年2月4日　LIVEアイドル図鑑 Vol.2　「ようこそ小明先生「ピンク☆マンモス　ファン増員計画」」　聞き手
- 2014年2月14日　「淑女のはらわた〜二村ヒトシ恋愛対談集〜」（二村ヒトシ著）　対談掲載
- 2014年2月18日　サイゾー 3月号　「下着と水着の考証学」22回　グラビア、コメント掲載
- 2014年2月18日　THE WALL STREET JOURNAL. JAPAN REALTIME　「How Ms.Aoki Became a Zombie Idol」　グラビア、コメント掲載
- 2014年3月31日　日刊サイゾー　「小明×ゾンビ×3Dプリンターの衝撃!!　未来玩具デジモから超アレな「でじモデル」発売!!」　グッズ紹介、商品紹介モデル
- 2014年4月21日　映画秘宝 6月号　「コワすぎ！」シリーズ紹介記事　スチール写真掲載
- 2014年4月23日　読売新聞夕刊　「pop style　小梶勝男のホラー月評」　スチール写真掲載
- 2014年4月30日　日刊サイゾー　「女優・小明が語る“フェイクドキュメント”の現場「フェイクじゃなくガチで痛い目に遭いました！」」　インタビュー掲載
- 2014年5月1日　クランクイン！　「サブカル界のアイドル・小明、コワすぎの過去を激白「現場に行ってタダ働き」」　インタビュー掲載
- 2014年5月23日　Ranzuki 7月号　「つぎコレMEDIANAVI」　写真、コメント掲載
- 2014年8月5日　ぴあ関西版WEB　「脱出率1%の恐怖に挑戦！！ 世界初！脱出ゲーム×ホラーアトラクション「THE 迷宮の館 〜第1章 ゾンビからの挑戦状〜」特別潜入レポート」　コメント掲載
- 2014年8月17日　怪処 7号　表紙、グラビア掲載
- 2014年8月18日　サンケイスポーツ近畿版　写真掲載

## メールマガジン
- アカフクALTERNATIVE（「小明の副作用」番組公式メールマガジン。2012年8月21日（火）開設。2012年8月31日より隔週木曜日配信）

## イベント
- 2006年11月19日（日）　Milkyway撮影会（クイーンズファクトリー主催）
- 2008年1月15日（火）　「小明ちゃん生誕19周年記念!?「小明の、お願いだから祝ってくれ！」(仮)」　at 新宿ロフトプラスワン（東京・新宿）
- 2008年3月30日（日）　「小明のお願いだからかまってくれ」　at 新宿ロフトプラスワン（東京・新宿）
- 2008年7月18日（金）　「小明のお願いだから聴いてくれ！」　at 新宿ロフトプラスワン（東京・新宿）
- 2008年7月19日（土）　「小明のお願いだから聴いてくれ！≪追加公演≫」　at ネイキッドロフト（東京・新宿）
- 2008年8月30日（土）　「タコシェ半日店長」　at タコシェ（東京・中野）
- 2008年11月3日（月）　「小明のはんなりお茶会」（三部制）　at でこ姉妹舎（京都・西院）
- 2009年1月18日（日）　「小明の、お願いだから祝ってくれ！（仮）」　at 新宿ロフトプラスワン（東京・新宿）
- 2009年2月20日（金）　「ニポあかDEナイト！」　at METRO（京都・丸太町）
- 2009年5月10日（日）　「小明の、お願いだから買ってくれ！（仮）」　at 新宿ロフトプラスワン（東京・新宿）
- 2009年6月1日（月）　「お兄かおフ」　at 新宿ピンクビッグピッグ（東京・新宿）
- 2009年6月11日（木）　「歌舞伎町の妹デナーソー〜お兄ちゃんとりあえず愛に恋〜」　at 新宿ピンクビッグピッグ（東京・新宿）
- 2009年6月14日（日）　「『アイドル墜落日記』（洋泉社）刊行記念　小明×辛酸なめ子トークショー「小明となめ子のトリセツ」」　at 青山ブックセンター（東京・青山）
- 2009年7月15日（水）　「『アイドル墜落日記』発売記念　小明さんファン感謝day」サイン会　at タコシェ（東京・中野）
- 2009年8月10日（月）　「ジョッキー野党の会」　at 新宿ピンクビッグピッグ（東京・新宿）
- 2009年9月19日（土）　「小明の、お願いだからどうにかしてくれ！（仮）」　at 新宿ロフトプラスワン（東京・新宿）
- 2009年12月26日（土）　「小明の感じる仏像」上映＆トークショー　at ユーロスペース（東京・渋谷）[53][54]
- 2010年1月11日（月）　「小明の、お願いだから祝ってくれ！（最終回）」　at 新宿ロフトプラスワン（東京・新宿）
- 2010年5月15日（土）　「こころに小明をともす会」　at 新宿ロフトプラスワン（東京・新宿）
- 2010年8月7日（土）　「小明のイベント（仮）」　at 新宿ロフトプラスワン（東京・新宿）
- 2010年11月3日（水）　「小明のイベント（仮）vol.2」　at 新宿ロフトプラスワン（東京・新宿）
- 2011年1月9日（日）　「小明の生誕祭」　at 新宿ロフトプラスワン（東京・新宿）
- 2011年4月3日（日）　「小明のイベント（仮）vol.3」　at 新宿ロフトプラスワン（東京・新宿）
- 2011年5月8日（日）　「小明のイベント（仮）〜出張版〜」　at シアターセブン（大阪・十三）
- 2011年5月15日（日）　「第4回サイゾーナイト　サイゾーテレビ『小明の副作用』公開生放送スペシャル！＠阿佐ヶ谷LoftA」　at 阿佐ヶ谷ロフトA（東京・阿佐ヶ谷）[55]
- 2011年8月28日（日）　「小明のイベント（仮）vol.4」　at 新宿ロフトプラスワン（東京・新宿）[56]
- 2011年9月8日（木）　「第5回サイゾーナイト　サイゾーテレビ『小明の副作用』公開生放送スペシャル！＠LOFT/PLUS ONE」　at 新宿ロフトプラスワン（東京・新宿）[57]
- 2011年10月23日（日） 「小明のイベント神戸出張版」　at KINGS CROSS（神戸・三宮）
- 2011年11月5日（土）　「小明のティーパーティー」　at 新宿ロフトプラスワン（東京・新宿）
- 2012年1月21日（土）　「小明の生誕祭」　at 新宿ロフトプラスワン（東京・新宿）
- 2012年3月18日（日）　「サイゾーナイト『小明の副作用』CD発売＆番組存続祈願スペシャル！」（昼の部、夜の部）　at 新宿ロフトプラスワン（東京・新宿）[58]
  - 昼の部ゲスト:河崎実、夜の部ゲスト:樫原伸彦
- 2012年4月20日（金）　「【春のTOKYO小明祭　第1弾】アイドルライター小明「君が笑う、それが僕のしあわせ」 発売記念サイン会＠ヴィレッジヴァンガード下北沢」　at ヴィレッジヴァンガード下北沢店（東京・下北沢）
- 2012年4月28日（土）21:00　【春のTOKYO小明祭　第2弾】トーク＆ミニライブ、握手会・特典引換・2ショットチェキ撮影会 at タワーレコード新宿店（東京・新宿）[59]
- 2012年6月9日（土）　「サイゾーテレビ『小明の副作用』公開生放送＠大阪　2周年大御礼スペシャル！」　at シアターセブン（大阪・十三）[60]
- 2012年7月29日（日）　「小明の10周年前夜祭（仮）〜風前の灯火〜」　at 新宿ロフトプラスワン（東京・新宿）
- 2012年11月18日（日）　「小明の10執念」　at 新宿ロフトプラスワン（東京・新宿）
  - シークレットゲスト:大槻ケンヂ
- 2013年1月26日（土）　「小明の生誕祭24」　at 新宿ロフトプラスワン（東京・新宿）
- 2013年3月30日（土）　「帰ってきたOSK！サイゾーテレビ『小明の副作用』大阪スペシャル!!!」　at シアターセブン（大阪・十三）[61]
- 2013年4月29日（月）　「小明の死肉祭」　at 新宿ロフトプラスワン（東京・新宿）
- 2013年9月23日（月）　「小明のイベント（仮）〜夏をあきらめて　秋もあきらめて〜」　at 新宿ロフトプラスワン（東京・新宿）
- 2013年10月12日（土）　「小明の快気祝い〜恥ずかしながら帰ってまいりました〜大阪延長戦でんがなまんがな」　at なんば紅鶴（大阪・千日前）
- 2013年11月10日（日）　「小明のお台場ディナーショウ！」　at 東京カルチャーカルチャー（東京・お台場）
- 2014年1月13日（月）　「小明の生誕祭〜崖っぷち」　at 新宿ロフトプラスワン（東京・新宿）
- 2014年2月1日（土）　「『増量版 アイドル墜落日記』刊行記念　小明さん サイン本お渡し＆握手会」　at 紀伊國屋書店グランフロント大阪店（大阪・梅田）
- 2014年2月11日（火）　「【増量版】アイドル墜落日記　発売記念イベント　小明さん握手会」　at 書泉ブックタワー（東京・秋葉原）
- 2014年3月9日（日）　「小明のお台場ディナーショウ」　at 東京カルチャーカルチャー（東京・お台場）
- 2014年4月27日（日）　「小明の427祭（死になさい）」　at ロフトプラスワンWest（大阪・宗右衛門町）
- 2014年5月18日（日）　「祝！『卑屈の国の格言録』（サイゾー刊）発売記念　「小明の副作用」公開収録スペシャル！」　at 新宿ロフトプラスワン（東京・新宿）[62]
- 2014年6月29日（日）　「小明の（脳内）ジューンブライド」　at 東京カルチャーカルチャー（東京・お台場）
  - 結婚式の神父、披露宴の司会:鈴木淳
- 2014年7月27日（日）　「小明の納涼祭〜夏をあきらめて〜」　at 東京カルチャーカルチャー（東京・お台場）
- 2018年5月4日(金)  小明さんたまちゃん（仮）at LOFT9 Shibuya (東京都・渋谷)
- 2019年12月8日(日)  ニポポ＆小明の思い出ぽろぽろ　ネイキッドロフト１５周年特別！ at Naked Loft(東京・新宿）
- 2020年1月11日(日)  あかたま 小明生誕祭 at LOFT HEAVEN(東京・渋谷）
- 2020年1月26日(日)  ニポポ&小明の不動産差し押さえ･不動産執行人の秘話!vol.4 at Naked Loft(東京・新宿）
- 2020年3月22日(日)  ニポポ&小明の不思議物件探訪 5 at Naked Loft(東京・新宿）
- 2020年5月10日(日)  ニポポ&小明の不思議物件訪 オンライン   at Naked Loft(東京・新宿）配信
- 2020年6月14日(日)  ニポポ&小明の不思議物件訪 オンライン 2  at Naked Loft(東京・新宿）配信
- 2020年7月19日(日)  ニポポ&小明の不思議物件訪 オンライン 3  at Naked Loft(東京・新宿）配信
- 2020年8月30日(日)  ニポポ&小明の不思議物件訪 オンライン 4  at Naked Loft(東京・新宿）配信
- 2020年10月4日(日)  ニポポ&小明の不思議物件訪 オンライン 5  at Naked Loft(東京・新宿）配信
- 2020年11月15日(日)  ニポポ&小明の不思議物件訪 オンライン 6  at Naked Loft(東京・新宿）配信
- 2020年12月27日(日)  ニポポ&小明の不思議物件訪 オンライン 7  at Naked Loft(東京・新宿）配信
- 2021年2月7日(日)  ニポポ&小明の不思議物件訪 オンライン 8  at Naked Loft(東京・新宿）配信
- 2021年3月14日(日)  ニポポ&小明の不思議物件訪 オンライン 9  at ROCKCAFELOFT 配信
- 2021年5月2日(日)  ニポポ&小明の不思議物件訪 オンライン 10  at Naked Loft(東京・新宿）配信
- 2021年6月20日(日)  ニポポ&小明の不思議物件訪 オンライン 11  at Naked Loft(東京・新宿）配信
- 2021年8月8日(日)  ニポポ&小明の不思議物件訪 オンライン 12  at Naked Loft(東京・新宿）配信
- 2021年9月21日(火)  ニポポ&小明の不思議物件訪 オンライン 13  at Naked Loft(東京・新宿）配信
- 2021年10月26日(木)  ニポポ&小明の不思議物件訪 オンライン 14  at Naked Loft(東京・新宿）配信
- 2021年12月5日(日)  ニポポ&小明の不思議物件訪 オンライン 15  at Naked Loft (東京・新宿）
- 2022年1月16日(日)  ニポポ&小明の不思議物件訪 オンライン 16  at Naked Loft Yokohama(神奈川・横浜）
- 2022年2月22日(日)  ニポポ&小明の不思議物件訪 オンライン 17  at Naked Loft Yokohama(神奈川・横浜）
- 2022年３月28日(月)  ニポポ&小明の不思議物件訪 オンライン 18  at Naked Loft Yokohama(神奈川・横浜）
- 2022年5月22日(日)  ニポポ&小明の不思議物件訪 オンライン 19  at Naked Loft Yokohama(神奈川・横浜）
- 2022年7月3日(日)  ニポポ&小明の不思議物件訪 オンライン 20  at Naked Loft Yokohama(神奈川・横浜）
- 2022年8月7日(日)  ニポポ&小明の不思議物件訪 オンライン 21  at Naked Loft Yokohama(神奈川・横浜）
- 2022年10月2日(日)  ニポポ&小明の不思議物件訪 オンライン 22  at Naked Loft Yokohama(神奈川・横浜）
- 2022年11月6日(日)  ニポポ&小明の不思議物件訪 オンライン 23  at Naked Loft Yokohama(神奈川・横浜）
- 2023年1月15日(日)  ニポポ&小明の不思議物件訪 オンライン 24  at Naked Loft Yokohama(神奈川・横浜）
- 2023年3月11日(土)  ニポポ&小明の不思議物件訪 オンライン 25  at Naked Loft Yokohama(神奈川・横浜）
- 2023年5月2日(火) 緊急開催!! #あかたま  at LOFT9 Shibuya (東京都・渋谷)
- 2023年5月13日(土)  ニポポ&小明の不思議物件訪 オンライン 26  at Naked Loft Yokohama(神奈川・横浜）
- 2023年8月30日(水)  ニポポ&小明の不思議物件訪 オンライン 27  at Naked Loft Yokohama(神奈川・横浜）
- 2023年10月7日(土)  ニポポ&小明の不思議物件訪 オンライン 28  at Naked Loft Yokohama(神奈川・横浜）
- 2023年10月24日(火) #あかたま 2023秋 at Asagaya/Loft A (東京都・杉並)
- 2023年11月19日(日)  ニポポ&小明の不思議物件訪 オンライン 29  at Naked Loft Yokohama(神奈川・横浜）
- 2024年1月15日(月) #あかたま 小明バースデーパーティー at Asagaya/Loft A (東京都・杉並)
- 2024年2月4日(日)  ニポポ&小明の不思議物件訪 オンライン 30  at Naked Loft Yokohama(神奈川・横浜）
- 2024年4月14日(日)  ニポポ&小明の不思議物件訪 オンライン 31  at Naked Loft Yokohama(神奈川・横浜）
- 2024年5月14日(月) #あかたま  at Asagaya/Loft A (東京都・杉並)
- 2024年6月16日(日)  ニポポ&小明の不思議物件訪 オンライン 32  at Naked Loft Yokohama(神奈川・横浜）
- 2024年8月1日(木) ♯あかたま　2024夏休み　at Asagaya/Loft A (東京都・杉並)
- 2024年9月6日(金) ♯あかたま　海帰り　at Asagaya/Loft A (東京都・杉並)
- 2024年10月9日(水) ♯あかたま　キックボクシング帰り　at Asagaya/Loft A (東京都・杉並)
- 2025年1月19日(日) 小明生誕祭「小明の副作用～Party Forty～」 at ranger 池袋(東京都・豊島）
- 2025年1月27日(月)♯あかたま DON’T TRUST OVER FORTY　at Asagaya/Loft A (東京都・杉並)
- 2025年2月26日(水)#あかたま　32才のつくりかた　at Asagaya/Loft A (東京都・杉並)

### ゲスト出演
- 2006年10月16日（月）　「裁判傍聴ノススメ4」　at 新宿ロフトプラスワン（東京・新宿）
- 2007年1月31日（水）　「カルト居酒屋　〜ちょいペディア2〜」　at ネイキッドロフト（東京・新宿）
- 2007年5月23日（水）　「プラスワンナイトREMIX〜5月病をぶっとばせ！」　at 新宿ロフトプラスワン（東京・新宿）
- 2007年7月21日（土）　「『アイドルにっぽん』刊行記念トークショー「アイドルにっぽん宣言」」　at 三省堂書店神保町本店（東京・神田）
- 2008年1月4日（金）　「ダブル石崎の裸の新年会」　at ネイキッドロフト（東京・新宿）
- 2008年2月10日（日）　「アイス・サランユー「Party on ICE」発売インストアイベント」　司会　at HMV渋谷（東京・渋谷）
- 2008年3月23日（日）　「アイドルボンバイエ!!vol.5」　MC at 新宿ピンクビッグピッグ（東京・新宿）
- 2008年4月1日（火）　「小明＆J太郎のときめきナイト（はーと）」　at 阿佐ヶ谷ロフトA（東京・阿佐ヶ谷）
- 2008年4月30日（水）　ライブ　at 渋谷屋根裏（東京・渋谷）
- 2008年6月29日（日）　「PBP発！新宿エンターテイメント〜あなたの運勢占っちゃいます！〜」　at 新宿ピンクビッグピッグ（東京・新宿）
- 2008年7月22日（火）　「プラスワン誕生祭　14歳だよ全員集合！」　at 新宿ロフトプラスワン（東京・新宿）
- 2008年8月1日（金）　「ニポポ楽園〜怒涛の音楽力〜」リリースパーティ　at ロックのこころ（東京・渋谷）
- 2008年8月17日（日）　ライブ　at 蕨市民会館　（埼玉・蕨）
- 2008年8月20日（水）　「KKベストセラーズ　presents「へんな趣味オール大百科　第一巻」」　at 新宿ロフトプラスワン（東京・新宿）
- 2008年10月19日（日）　「こどもは寝る時間！vol.3〜コスプレで大集合！祭〜」　at 新宿ピンクビッグピッグ（東京・新宿）
- 2008年11月4日（火）　ライブ　at Vi-code（大阪・中津）
- 2008年11月6日（木）　「KKベストセラーズ　presents「へんな趣味オール大百科　第2巻」」　at 新宿ロフトプラスワン（東京・新宿）
- 2008年11月30日（日）　「〜Saori@destiny「JAPANESE CHAOS」Release Party〜　『CHAOS NIGHT！』」　at morph（東京・六本木）
- 2008年12月15日（月）　「DAX LIVE! No.38　-DAX3周年記念・公開生配信-DAX LIVE! で忘年会SP in LOFT PLUSE ONE」　at 新宿ロフトプラスワン（東京・新宿）
- 2009年1月29日（木）　「ルーフトップ★ギャラクシーナイト」　at 新宿ロフトプラスワン（東京・新宿）
- 2009年3月6日（金）[63]　「ニポロックフェスティバル！！」　at 新宿ロフトプラスワン（東京・新宿）
- 2009年5月15日（金）　「ニポポ楽園〜怒涛の音楽力〜」発売インストアイベント　at ディスクユニオン下北沢店（東京・下北沢）
- 2009年5月31日（日）　「ニポポ楽園〜怒涛の音楽力〜」発売インストアイベント　at HMV横浜ビブレ（神奈川・横浜）
- 2009年6月18日（木）　「ニポロックフェスティバル　vol 2〜潜入動画と地下音楽の宴〜」　at 新宿ロフトプラスワン（東京・新宿）
- 2009年6月26日（金）　ライブ　at 渋谷屋根裏（東京・渋谷）
- 2009年7月8日（水）　「俺色パラダイス3」　at 風知空知（東京・下北沢）
- 2009年9月5日（土）　「その場で雑誌を作って出版します!! 『瞬刊リアルタイム』　〜世界で一番速い出版イベント〜　第一号（創刊号）」　at 東京カルチャーカルチャー（東京・お台場）[64]
- 2009年9月6日（日）　ライブ　at 渋谷屋根裏（東京・渋谷）
- 2009年9月20日（日）[65]　「オールナイトプラスワン！」　at 新宿ロフトプラスワン（東京・新宿）
- 2009年11月1日（日）　ライブ　at 渋谷屋根裏（東京・渋谷）
- 2009年11月13日（金）[65]　「ニポロックフェスティバル　vol 3〜潜入動画と地下音楽の宴〜」　at 新宿ロフトプラスワン（東京・新宿）
- 2009年11月22日（日）　「中野ブロードウェイの世界」　at 阿佐ヶ谷ロフトA（東京・阿佐ヶ谷）
- 2010年2月3日（水）　「ニポホテルグループ〜私が社長 DEATH」発売インストアイベント　at ディスクユニオン下北沢店（東京・下北沢）
- 2010年2月12日（金）[65]　「ニポロックフェスティバル　vol 4〜潜入動画と地下音楽の宴〜」　at 新宿ロフトプラスワン（東京・新宿）
- 2010年3月7日（日）　ライブ　at 下北沢レッグ（東京・下北沢）
- 2010年4月11日（日）　「PUNK！　PUNK！　PUNK！」　ライブ　at TSP（東京・花小金井）
- 2010年6月2日（水）　「サバイバル・オブ・ザ・デッド」試写イベント　at 中野ブロードウェイ（東京・中野）[66][67][68][69]
- 2010年6月4日（金）[65]　「ニポロックフェスティバル　vol 5〜潜入動画と地下音楽の宴〜」　at 新宿ロフトプラスワン（東京・新宿）
- 2010年7月2日（金）　「ドキドキドッキング〜コスプレパーティ〜」　at 下北沢THREE（東京・下北沢）
- 2010年7月24日（土）　真珠子個展「お姉さんはリボン狂」トークショー　at パラボリカ・ビス（東京・浅草橋）
- 2010年8月26日（木）　「怪談新耳袋 怪奇　完成披露試写会」　at スペースFS汐留（東京・新橋）
- 2010年8月31日（火）　「SRサイタマノラッパーナイト！」　at 新宿ロフトプラスワン（東京・新宿）
- 2010年9月3日（金）[65]　「ニポロックフェスティバル　vol 6〜潜入動画と地下音楽の宴〜」　at 新宿ロフトプラスワン（東京・新宿）
- 2010年9月14日（火）　「映画『アヒルの子』トークショー」　at 渋谷アップリンク（東京・渋谷）
- 2010年10月3日（日）　「NAKANO ZOMBIE FESTIVAL」　at レコミンツside-B（東京・中野）
- 2010年10月14日（木）　「へんてこナイト」　at 阿佐ヶ谷ロフトA（東京・阿佐ヶ谷）
- 2010年10月20日（水）　「喜屋武ちあき ヲちゃ会 〜ハロキャン・パーティー〜」　at 新宿ロフトプラスワン（東京・新宿）[70]
- 2010年12月25日（土）[65]　「ニポロックフェスティバル　vol 7〜潜入動画と地下音楽の宴〜」　at 新宿ロフトプラスワン（東京・新宿）
- 2011年1月28日（金）　「オーケンのミニミニのほほん学校」　at 阿佐ヶ谷ロフトA（東京・阿佐ヶ谷）
- 2011年4月1日（金）[65]　「ニポロックフェスティバル　vol 8〜潜入動画と地下音楽の宴〜」　at 新宿ロフトプラスワン（東京・新宿）
- 2011年7月22日（金）[65]　「ニポロックフェスティバル　vol 9〜潜入動画と地下音楽の宴〜」　at 新宿ロフトプラスワン（東京・新宿）
- 2011年9月30日（金）　「オーケンのミニミニのほほん学校」　at 阿佐ヶ谷ロフトA（東京・阿佐ヶ谷）
- 2011年12月11日（日）　「『アラサーちゃん』発売記念トークイベント　峰なゆか×小明」　at オリオン書房ノルテ店（東京・立川）[71]
- 2012年4月24日（火）　「インサイドXbox」公開収録　at コトブキヤ秋葉原館（東京・秋葉原）[72]
- 2012年5月4日（金）　「緊急開催！！小明ちゃんと学ぶ[73] ヴェルナー・ヘルツォーク祝！古稀＆映画公開記念トークショー！！『世界最古の洞窟壁画 35mm 忘れられた夢の記憶』」　MC兼聞き手　at ネイキッドロフト（東京・新宿）[74]
- 2012年6月19日（火）　「マーブル☆プロジェクト『MARBLE．3』」[75]　歌＆トークLIVE at morph（東京・六本木）
- 2012年7月8日（日）　「へんてこナイト2〜珍スポット・奇祭・珍本・奇人……変なもの大集合！！」　at 東京カルチャーカルチャー（東京・お台場）[76]
- 2012年9月22日（土）　「“世紀の流血映画デスマッチ”『モンスター・トーナメント』VS『カジノ・ゾンビ』トークバトル」　at シアターN（東京・渋谷）[77][78]
- 2012年10月6日（土）　「【K-1会議 @ ロフトプラスワン Vol.1】ロフトプラスワンに魔裟斗が降臨！新生K-1復活！記念トークライブ」　at 新宿ロフトプラスワン（東京・新宿）
- 2012年10月31日（水）　「シッチェス映画祭ファンタスティック・セレクション　『夜明けのゾンビ』トークショー」　at シアターN（東京・渋谷）
- 2013年1月11日（金）　「『ゾンビデオ』　ゾンビコンテスト」　at ユーロスペース（東京・渋谷）
- 2013年6月8日（土）　「ゾンビオリンピック初日トークイベント」　at ヒューマントラストシネマ渋谷（東京・渋谷）[79][80][81]
- 2013年7月14日（日）　「Tシャツラブサミット」　販売ブース出店（アイデアマンショップ名義）　at 科学技術館1F催事場（東京・北の丸公園）
- 2013年8月30日（金）　「『50年目のHappennings』　〜樫原伸彦 50th BIRTHDAY SPECIAL LIVE〜」　at morph（東京・六本木）
- 2014年1月26日（日）　「DVD「Miss ZOMBIE」発売記念イベント」　at タワーレコード秋葉原店（東京・秋葉原）　サプライズゲスト[82][83]
- 2014年2月9日（日）　「尾玉なみえ単行本10巻到達記念祝賀会」　at 東京カルチャーカルチャー（東京・お台場）
- 2014年2月16日（日）　「しょこたんの音返し巡業」　at 武蔵村山市民会館（東京・武蔵村山）
- 2014年4月23日（水）　「黒田運送(カフェ)」　at CAVALIERI（東京・幡ヶ谷）[84]
- 2014年5月3日（土）　「戦慄怪奇ファイル コワすぎ！ 史上最恐の劇場版　初日舞台挨拶」[85]　at アップリンク（東京・渋谷）[86]
- 2014年7月26日（土）　「THE迷宮の館」[87]　at 京セラドーム大阪 9階スカイホール（大阪・千代崎）
- 2014年8月9日（日）　「いっツー THE MOVIE 2　初日舞台挨拶」　at シネマート新宿（東京・新宿）
- 2014年8月16日（土）　「ドキッ 女だらけの怪談大会 in ニコファーレ」　at ニコファーレ（東京・六本木）
- 2014年8月17日（日）　「オリックス・バファローズ　vs　福岡ソフトバンクホークス　特別始球式[88]」　at 京セラドーム大阪（大阪・千代崎）[89][90][91][92]
- 2014年8月31日（日）　「THE迷宮の館」チャンピオン大会　at 京セラドーム大阪 9階スカイホール（大阪・千代崎）
- 2023年2月12日(日)  「姫乃たまの誕生日 素敵な30歳のつくりかた」　at LOFT9 Shibuya (東京都・渋谷)
- 2024年10月6日(日)　『世界の終わりのいずこねこ』トークショー　at シアターギルド 代官山(東京都・渋谷)

## グッズ
- 小明ニポ楽Tシャツ（2008年8月1日イベントで販売）　※販売終了
- 小明ポスター（乙女チック情念系）（2009年1月18日イベントで販売）　※販売終了
- 小明カレンダー2010（2010年1月11日イベントで販売）　※販売終了
- 小明のごきげんお出かけセット（タンブラーとネコバッグ（エコバッグ））（2010年5月15日イベントで販売）　※販売終了
- 小明ポスター（サイゾーテレビロゴ入り　白ワンピ）（2010年8月7日イベントで販売）　※販売終了
- 小明ポスター（サイゾーテレビロゴ入り　ナース）（2010年8月7日イベントで販売）　※販売終了
- 小明カレンダー2011（2010年11月3日イベントで販売）　※販売終了
- 小明ゾンビTシャツ（2011年4月3日イベントで販売）　※販売終了
- 小明ポスター（花魁）（2011年8月28日イベントで販売）　※販売終了
- 小明ポスター（ポップでアレな・・・・・・）（2011年8月28日イベントで販売）　※販売終了
- 小明カレンダー2012（2012年1月4日より通販予約開始。1月21日イベントで販売）
- 小明ポスター（セレブ風）（2012年1月21日イベントで販売）　※販売終了
- もぐもぐTシャツ（2012年3月18日イベントで若干数先行販売。3月24日よりClubTにて受注販売開始）
- 姉の描いた私の似顔絵Tシャツ（2012年4月8日よりClubTにて受注販売開始）
- トップオブオシャンT（ゾンビ）（2012年7月29日イベントで販売）　※販売終了
- トップオブオシャンT（嫁）（2012年7月29日イベントで販売）　※販売終了
- 「君が笑う、それが僕のしあわせ」着うた発売記念ポスター（2012年9月14日よりCYZO SHOPで販売開始）
- 小明の人生カレンダー2013（卓上型16枚組[93]）（2013年1月26日イベントで販売）
- 昭和生まれのアイドル・小明の生写真（全96種・ランダム5枚セット）（2013年1月26日イベントで販売）
- 帰ってきたOSK！サイゾーテレビ『小明の副作用』大阪スペシャル!!!公式パンフレット（2013年3月30日イベントで販売）
- アイドルネヴァーダイTシャツ[94]（2013年4月29日イベントで販売）
- 昭和生まれのアイドル・小明の生写真パート2（全40種・ランダム5枚セット）（2013年4月29日イベントで販売）
- 小明タオル（ゾンビ）（2013年9月23日イベントで販売）
- 小明タオル（AKR19)（2013年9月23日イベントで販売）
- 昭和生まれのアイドル・小明の生写真パート3（全30種・ランダム5枚セット）（2013年9月23日イベントで販売）
- 昭和生まれのアイドル・小明の生写真パート4（全30種・ランダム5枚セット）（2013年11月10日イベントで販売）
- 小明2014卓上カレンダー「days of AKR small Brightness calendar」（卓上型13枚組）（2014年1月13日イベントで販売）
- 昭和生まれのアイドル・小明の生写真パート5（全39種・ランダム5枚セット）（2014年3月9日イベントで販売）
- 「小明（あかり）」でじモデル[95]（2014年3月27日より未来玩具デジモで販売開始）
- 書籍『卑屈の国の格言録』発売記念【卑屈缶バッジ】（2014年5月18日イベントで販売）
- 書籍『卑屈の国の格言録』発売記念【卑屈クリアファイル】3枚組（2014年5月18日イベントで販売）
- 昭和生まれのアイドル・小明の生写真パート6（全40種・ランダム5枚セット）（2014年6月29日イベントで販売）
- あなたは死なないわTシャツ[96]（2014年7月27日イベントで販売）
- 小明等身大ゾンビボディバッグ（2014年7月27日ワンダーフェスティバル2014[夏]にLINK FACTORYが開催した「シューティングデッド　死霊のしゃてき」の景品[97]）
- 迷宮の館公式「小明の手」Tシャツ（2014年8月10日THE迷宮の館 物販コーナーで販売[98]）